# Ibrahim ibn Taschfin
Ibrahim ibn Taschfin (arabisch إبراهيم بن تاشفين) war Emir der Almoraviden (1145–1147). Er war Nachfolger seines Vaters Taschfin ibn Ali. Er war noch jung und stand unter der Vormundschaft seines Onkels Ishaq ibn Ali.
Unter seiner Herrschaft mussten sich die Almoraviden den Almohaden stellen, die nach ibn Alis Tod eine Offensive begannen. Sie besetzten Oujda und Guercif und eroberten schließlich Fez, Meknès und Salé. Der junge Emir versuchte, die Almohaden zu bekämpfen, fiel aber 1147 in einer Schlacht bei Oran.
Nachfolger wurde sein Onkel Ishaq ibn Ali.